# Душан Кецман
Душан Кецман (Београд, 6. новембра 1977) је бивши српски кошаркаш. Играо је на позицији бека шутера. Највећи траг у каријери је оставио у дресу Партизана за који је наступао у три наврата.

## Каријера

### Клупска каријера
Кошарком је почео да се бави у београдском ИМТ–у који касније мења име у Беопетрол, где је играо све до сезоне 2000/01. Те сезоне је проглашен за најкориснијег играча лиге. У сезони 2001/02. је играо за ФМП Железник. Био је на проби у Виртусу, али до преласка у овај клуб није дошло због финансијских проблема, па је у лето 2002. прешао у Партизан, у коме је остао две пуне сезоне пре одласка у лето 2004. Са Партизаном је освојио две титуле државног првака, у сезонама 2002/03. и 2003/04. Током следеће две године је играо у Македоникосу, Ефес Пилсену и Остендеу (2004/05), после чега је играо у украјинском Кијеву (2005/06).
У лето 2006. се вратио у Партизан. У сезони 2006/07. освојио је национално првенство и Јадранску лигу и пласирао се у другу фазу Евролиге. Следеће године са Партизаном је одбранио првенство и Јадранску лигу и освојио Куп Радивоја Кораћа, а у Евролиги је стигао до четвртфинала.
У јулу 2008. је потписао двогодишњи уговор са грчким Панатинаикосом. Са њима је освојио Евролигу у сезони 2008/09, али је на крају сезоне раскинуо уговор и постао слободан играч. Лета 2009. се по трећи пут враћа у Партизан. У сезони 2009/10. осваја триплу круну уз пласман на фајнал фор Евролиге. Рекорд каријере по броју постигнутих кошева у Евролиги направио је на првој утакмици четвртфинала сезоне 2009/10. са Макабијем у Израелу, када је дао 29 поена уз 7 тројки из 9 покушаја. У наредне две сезоне поново је освојио трофеје у домаћем првенству и купу, а освојио је и једну Јадранску лигу (2010/11).
Након одласка из Партизана играо је у Француској. Сезону 2012/13. је провео у екипи Роана, а сезону 2013/14. је почео у трећелигашу Монаку одакле је отпуштен након само четири утакмице.
Кецман се 2014. године и званично повукао из кошарке, а 29. јуна 2014. године је направио опроштајну утакмицу на којој су играли његови многобројни саиграчи из каријере. Сав приход од утакмице ишао је у добротворне сврхе.

#### Тројка против Цибоне
Душан Кецман је постао медијска звезда у Србији 25. априла 2010. године, када је у финалној утакмици НЛБ лиге, одиграној у Загребачкој арени, против домаће Цибоне са више од пола терена, 0,6 секунди пре истека регуларног тока утакмице погодио кош за три поена, чиме је „Партизан“ четврти пут узастопно освојио ово такмичење.
У претходном нападу, кошаркаш „Цибоне“ Бојан Богдановић је такође постигао „тројку“ у последњој секунди утакмице, након чега су сви кошаркаши и стручни штаб Цибоне почели да славе, ушавши у терен. Неколико тренутака потом, Кецман, који се није истакао у дотадашњем мечу, је примио лопту на нешто више од пола терена и упутио шут. Уз звуке сирене, лопта се одбила од табле и ушла у кош, оставивши у неверици око 15.600 гледалаца, који су са својим пуленима већ славили титулу. Наредног дана, Цибона је званично уложила жалбу дисциплинској комисији НЛБ лиге, тврдећи да игра није могла да се настави док су страна лица на терену. Жалба је, међутим, одбачена као неоснована.
Сам Кецман, који се у дотадашњем току такмичења није претерано истакао, иако је скромно прославио свој успех, постао је медијска звезда, добивши и надимке попут „Кецман 0-0-6“.

### Репрезентација
Кецман никада није носио дрес репрезентације Србије на неком великом такмичењу. Неколико пута је био на ширим списковима али никад није успео да уђе у коначан састав. Два пута је отпао у последњем скраћивању списка. То је било пред Европско првенство 2003. у Шведској и Европско првенство 2009. у Пољској. Свој једини наступ у државном дресу је имао у квалификацијама за ЕП 2009.

## Ван кошарке
Кецман се појављује у филму 1 на 1 у краткој улози као кошаркаш. Године 2012. је добио песму коју је снимио репер Гоша са Раскршћа.

## Успеси

### Клупски
- Партизан:
  - Првенство СРЈ (1): 2002/03.
  - Првенство СЦГ (1): 2003/04
  - Првенство Србије (5): 2006/07, 2007/08, 2009/10, 2010/11, 2011/12.
  - Јадранска лига (4): 2006/07, 2007/08, 2009/10, 2010/11.
  - Куп Радивоја Кораћа (4): 2008, 2010, 2011, 2012.
- Панатинаикос:
  - Евролига (1): 2008/09.
  - Првенство Грчке (1): 2008/09.
  - Куп Грчке (1): 2009.

### Појединачни
- Најкориснији играч ЈУБА лиге : 2000/01.